# Sophie Keller

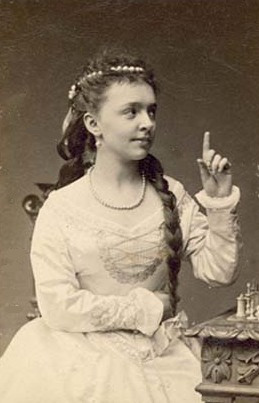
Sophie Keller, 1890

Sophie Helene Henriette Keller, geborene Rung (* 14. November 1850 in Kopenhagen; † 1. Mai 1929 ebenda) war eine dänische Opernsängerin (Sopran) und Gesangslehrerin.

## Herkunft
Ihre Eltern waren der Komponist Henrik Rung (1807–1871) und Frederikke Charlotte Pauline Lichtenstein, die Opernsängerin Pauline Rung (1818–1890). Ihre Brüder waren Frederik und Georg Rung.

## Leben
Sophie Keller erbte die Musikalität ihrer Eltern und erhielt als Kind eine umfangreiche musikalische Ausbildung in Gitarre, Klavier, Orgel und Violine. Ab dem Alter von 13 Jahren wurde sie von ihrem Vater Henrik Rung, der Gesangsmeister am Det Kongelige Teater (deutsch Königlich Dänischen Theater) in Kopenhagen war, in Gesang unterrichtet. Später schickte er sie zur weiteren Ausbildung nach Italien zu den Lehrern F. Lamperti in Mailand und Romani in Florenz.
Im Jahr 1851 hatte ihr Vater den Chorverein Cæciliaforeningen (deutsch Cäcilienverein) in Kopenhagen gegründet, und Sophie Keller nahm früh an den Konzerten des Vereins teil. 1869 debütierte sie im Alter von 19 Jahren am Königlich Dänischen Theater als Agathe in der Oper Der Freischütz von Carl Maria von Weber.
Mit ihrer dunkelfarbigen lyrisch-dramatischen Sopranstimme war sie in Rollen als Donna Elvira in der Oper Don Giovanni von Wolfgang Amadeus Mozart, der Leonora in Der Troubadour, der Titelrolle Aida in der Oper Aida von Giuseppe Verdi und der Senta im Fliegenden Holländer von Richard Wagner sehr erfolgreich. Sie sang auch weitere lyrische Wagner-Rollen wie die Elisabeth, Elisa und Sieglinde. Ferner übernahm sie die Titelpartie in Peter Erasmus Lange-Müllers Stück Tove, sang in Johann Sebastian Bachs Matthäus-Passion unter dem dänischen Dirigenten Niels Wilhelm Gade und in Johannes Brahms Ein deutsches Requiem, dirigiert von Otto Malling. Sie trat außerdem auf in Idomeneo von Wolfgang Amadeus Mozart unter ihrem Bruder Frederik Rung als Dirigenten.
Sie widmete sich auch der Kirkenarie von Niels Wilhelm Gade und Peter Heises Dyvekes Sange (deutsch Dyvekes Gesänge), für die Holger Drachmann den Text geschrieben hatte.
Neben ihrer Tätigkeit als Opernsängerin etablierte sie sich als anerkannte Gesangslehrerin und unterrichtete die Sängerinnen Elisabeth Dons, Emilie Ulrich, Ida Møller, Ingeborg Steffensen und Fanny Gætje, mit der sie im Jahr 1888 Kjøbenhavns Sang- og Musikkonservatorium for Damer (deutsch Kopenhagens Gesang- und Musikkonservatorium für Damen) gründete.
Im Jahr 1894 wurde sie zur königlichen Kammersängerin ernannt, verließ aber im Jahr darauf das Königliche Dänische Theater und gründete das Privat kvindelig Koncertforening (deutsch Privater weiblicher Konzertverein) mit Chor und Orchester und konnte 130 Mitglieder gewinnen.

## Privates
Sophie Keller heiratete am 14. November 1877 den Schulleiter Emil Charles Thorvald Keller (* 12. August 1835 in Kopenhagen; † 5. Oktober 1896 ebenda), Sohn des Gefängnisinspektors Christian Nicolai Keller und seiner Frau Sophie Henriette Magdalene Keller.
Das Ehepaar hatte einen Sohn Paul Rung-Keller (1879–1966), der Komponist, Organist und Glockenexperte wurde.
Die Grabstelle von Sophie Keller liegt auf dem Assistenzfriedhof (dänisch Assistens Kirkegård) in Kopenhagen.